# Pedro Trujillo Zañartu
Pedro Trujillo Zañartu (Concepción, 31 de octubre de 1785 - Valparaíso, 1833), fue un destacado patriota chileno, Ministro Plenipotenciario en Lima, Senador y diputado propietario.
Formó parte, además, de la Junta de Gobierno triunvirata (con José Tomás Ovalle e Isidoro Errázuriz) en 1829 que, renunciado, precedió a Guzmán en 1830.

## Primeros años de vida
Fue hijo de Juan Antonio Trujillo y Tacón, español llegado a Chile como funcionario de la Corona, teniente coronel del Batallón de Real de Infantería de La Frontera y de María Mercedes Zañartu y Arechavala, criolla avecindada en Concepción. Se casó con Mercedes Urrutia Mendiburu y Fernández del Manzano.

### Vida política
Joven todavía, participó del bando carrerino, y luego de la Reconquista, como señala Barros Arana, pasó a formar parte del partido Pelucón. De personalidad problemática y enfermiza, Pedro Trujillo se negó a firmar la Constitución de 1823. Era habitual que se retirara indignado de las sesiones y en reiteradas ocasiones se le vio renunciar a los cargos para los cuales lo habían proclamado los ciudadanos, según Alberto Cruchaga en Estudios de Historia diplomática.
Fue diputado propietario por Puchacay en la Convención Preparatoria de 1822 (23 de julio-30 de octubre de 1822), por Talca, en la Convención Preparatoria, 23 de julio-30 de octubre de 1822; y vicepresidente de la Convención, 23 de julio al 23 de agosto de 1822, y presidente de la misma hasta el 23 de septiembre de 1822. Fue representante al Congreso de Plenipotenciarios, en las Asambleas Provinciales de 1823.
Senador propietario por Concepción, en el Senado Legislador y Conservador de 1823 (11 de abril-8 de agosto de 1823), pero no se incorporó por sus comunes razones de salud. Fue diputado propietario por Cauquenes en el Congreso General Constituyente de 1823 (12 de agosto-31 de diciembre de 1823). Integró la Comisión Permanente de Hacienda. También había sido elegido por Concepción, pero optó por Cauquenes. Fue diputado propietario por Cauquenes en el Congreso General de la Nación 1824-1825 (10 de noviembre de 1824-11 de mayo de 1825), sin embargo renunció antes de incorporarse. Luego fue diputado propietario por Concepción en el Congreso Nacional 1831-1834, pero renunció a incorporarse. Con Diego José Benavente creó El Liberal, periódico que defendió a Freire y propuso, entre otras cosas, la incautación de los bienes eclesiásticos.
Tras el acuerdo durante la Guerra Civil de 1829-1830 denominado Pacto de Ochagavía, se nombra una Junta provisional de gobierno destinada a acabar con la Acefalia del Ejecutivo, Presidida por José Tomás Ovalle y compuesta por Isidoro Errázuriz y Pedro Trujillo, sin embargo Trujillo renuncia a pocos días de formada la junta, lo que la hace tambalear, en su reemplazo asume José María Guzmán. La junta asume el 24 de diciembre de 1829, sin embargo la acción de los ejércitos la pasó a segundo plano quedando sin autoridad notoria.